# Філіпп де Плессі
Філіпп де Плессі (фр. Philippe de Plessiez; Plessis; Plesais; Plaissie; близько 1165 — 9 (12?) листопада 1209) — великий магістр ордена Храму з весни 1201 по 9 (12?) листопада 1209. 

Народився бл. 1165 року у фортеці Плессі-Мейс (Plessis-Mace), родом з давнього анжуйського роду. У 1189 році брав участь у третьому хрестовому поході як простий лицар. Прибувши до Святої Землі він близько познайомився з орденом Храму. Був обраний великим магістром навесні 1201 року, за кілька місяців по смерті Жільбера Ерала. 
| Середньовіччя | Це незавершена стаття про Середньовіччя. Ви можете допомогти проєкту, виправивши або дописавши її. |